# Bis (雜誌)
《bis》(ビス)，是光文社發行的10到20歲出頭的女性向時尚雜誌。於2001年創刊。2006年8月号休刊。2017年復刊。

## 概要
雜誌購買對象的年齡從16~25歲都有，而主要目標讀者是女大學生。前身為《JJ Bis》，該月刊是繼《JJ》及《CLASSY.》創刊後的姊妹雜誌。
從2006年1月號開始雜誌更名為『bis』，由於發行部數低迷以致同年8月號開始休刊。
2017年5月25日，光文社發行『bis』預發行號。9月開始每個奇數月發行刊物，這是此刊隔了11年的復活。創刊編集長是徳間書店『LARME』的編集長中郡暖菜。
2019年，編集長變更為光文社第二編集局長青木宏行。

## 相關項目
- JJ (雜誌)
- 光文社

## 外部連結
- 官方网站
- bis_official的Instagram帳戶
- bis_official的X（前Twitter）